# Tchads herrlandslag i volleyboll
Tchads herrlandslag i volleyboll representerar Tchad i volleyboll på herrsidan. Laget har deltagit i afrikanska mästerskapet flera gånger med två sjundeplatser som bästa placering.

### Fotnoter
1. ↑  ”Live Center - Men's African Nations Championship 2023” (på engelska). Fédération Internationale de Volleyball. https://live.app.fivb.com/tournaments/1408/matches. Läst 31 oktober 2023.
2. ↑  ”African Games (Volleyball ) Event Overview Men's” (på engelska). Afrikanska spelen 2023. https://results.accra2023ag.com/wrs/eng/zz/engzz_volleyball-event-overview-men-s.htm. Läst 18 april 2024.
3. ↑  Senaste tillfället då någon kontrollerade att de inmatade tabelluppgifterna stämmer. Uppgifter kan ha matats in senare utan att kontrolleras av någon annan